# (5764) 1985 CS1
(5764) 1985 CS1 es un asteroide perteneciente al cinturón de asteroides descubierto el 10 de febrero de 1985 por Henri Debehogne desde el Observatorio de La Silla, Chile.

## Designación y nombre
Designado provisionalmente como 1985 CS1.

## Características orbitales
1985 CS1 está situado a una distancia media del Sol de 2,276 ua, pudiendo alejarse hasta 2,764 ua y acercarse hasta 1,788 ua. Su excentricidad es 0,214 y la inclinación orbital 4,951 grados. Emplea 1254,40 días en completar una órbita alrededor del Sol.

## Características físicas
La magnitud absoluta de 1985 CS1 es 13,4. Tiene 5,212 km de diámetro y su albedo se estima en 0,341. 